# Гончар, Николай Федотович
Николай Федотович Гончар — советский военный деятель, контр-адмирал.

## Биография
Родился в 1914 году в Николаеве. Член КПСС.
Окончил ВМУ им. М. В. Фрунзе, штурманское отделение гидрографического факультета ВМА им. К. Е. Ворошилова, военно-морской факультет ВАГШ.
В 1937—1939 гг. — командир БЧ-1 КР «Червона Украина», КР «Красный Кавказ».
Участник Великой Отечественной войны: начальник части кораблевождения гидрографического отдела, военный комендант п/х «Беломорканал», флагштурман БЭМ, офицер штаба Северного флота
В 1945—1950 гг. — командир ЭМ «Достойный», ЭМ «Разъяренный», флаг-штурман «ЭОН-19», помощник флагштурмана, командиp ЭМ «Сталин» БМОР СФ.
В 1950—1953 гг. — старпом командиpa КР «Свердлов» 8-го ВМФ, заместитель начальника штаба — начальник ОБП Балтийского флота, командир 121-й БЭМ Северного флота.
В 1953—1960 гг. — командир 172-й БЭМ СТОФ, начальник штаба, 1-й заместитель командующего эскадрой.
В 1960—1962 гг. — командующий Совгаванской военно-морской базой
В 1962—1966 гг. — командующий Камчатской военной флотилией.
В 1966—1974 гг. — старший преподаватель кафедры оперативного искусства ВМФ ВАГШ ВС им. К. Е. Ворошилова.
Делегат XXII съезда КПСС.
Умер в 1981 году в Москве.

## Награды
- Орден Ленина
- Орден Красного Знамени (дважды)
- Орден Отечественной войны I степени
- Орден Красной Звезды (трижды)